# Volgfelde
Volgfelde este o comună din landul Saxonia-Anhalt, Germania.